# Inégalité de Lebedev-Milin
En mathématiques, l'inégalité de Lebedev–Milin est l'une des nombreuses inégalités concernant les coefficients de l'exponentielle d'une série entière. Elle a été trouvée en 1965 par Lebedev et Millin et est utilisée dans la démonstration de la conjecture de Bieberbach, car elle permet de montrer que la conjecture de Milin implique la conjecture de Robertson.

## Explication
Etant donné une série exponentielle,
{\displaystyle \exp \left(\sum _{k\geq 1}\alpha _{k}z^{k}\right)=\sum _{k\geq 0}\beta _{k}z^{k}}
où {\displaystyle \alpha _{k}}  et  {\displaystyle \beta _{k}} sont des nombres complexes, et {\displaystyle n} est un entier positif, alors
{\displaystyle \sum _{k=0}^{\infty }|\beta _{k}|^{2}\leq \exp \left(\sum _{k=1}^{\infty }k|\alpha _{k}|^{2}\right),}
{\displaystyle \sum _{k=0}^{n}|\beta _{k}|^{2}\leq (n+1)\exp \left({\frac {1}{n+1}}\sum _{m=1}^{n}\sum _{k=1}^{m}(k|\alpha _{k}|^{2}-1/k)\right),}
{\displaystyle |\beta _{n}|^{2}\leq \exp \left(\sum _{k=1}^{n}(k|\alpha _{k}|^{2}-1/k)\right).}